# 魏玛东正教堂

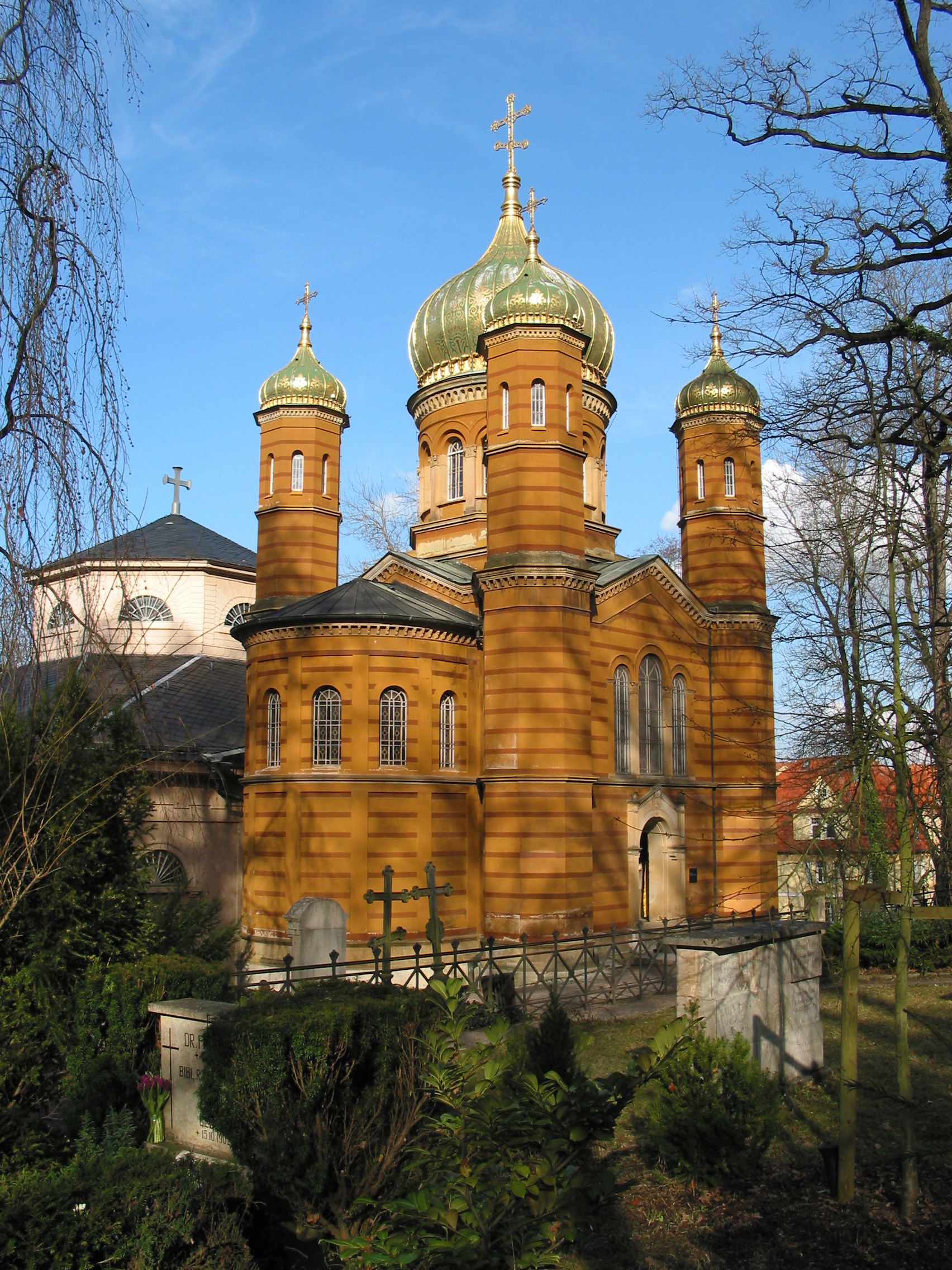
魏玛东正教堂

魏玛东正教堂是德国魏玛的一个殡葬教堂，1860年为俄国女大公玛丽亚·帕芙洛娃兴建。它位于历史公墓内，在大公国王侯墓室（Fürstengruft）后面，两者由一条地下通道连接。玛丽亚·帕芙洛娃的棺材位于通道内，她的丈夫 卡尔·腓特烈的棺材就放在旁边。一个螺旋楼梯通向另一个通往大公国王侯墓室的地下通道，但现在已用金属板封闭。
50°58′21″N 11°19′32″E / 50.97250°N 11.32556°E